# Guerra biológica
Guerra biológica é o uso de toxinas biológicas ou agentes infecciosos, como bactérias, vírus, insetos e fungos, com a intenção de matar, ferir ou incapacitar humanos, animais ou plantas como um ato de guerra. Armas biológicas (frequentemente chamadas de "agentes de ameaça biológica" ou "bioagentes") são organismos vivos ou entidades replicantes (ou seja, vírus, que não são universalmente considerados "vivos"). A guerra entomológica (usando insetos como agentes de agressão) é um subtipo de guerra biológica.
A guerra biológica é rigorosamente proibida pelo direito internacional. O uso de armas biológicas em conflitos armados internacionais é um crime de guerra segundo o Protocolo de Genebra de 1925 e vários tratados de direito internacional humanitário. Em particular, a Convenção sobre Armas Biológicas (BWC) de 1972 proíbe o desenvolvimento, produção, aquisição, transferência, armazenamento e uso de armas biológicas. Em contraste, a pesquisa biológica defensiva para fins profiláticos, de proteção ou outros fins pacíficos não é proibida pela BWC.
A guerra biológica e a guerra química se sobrepõem até certo ponto, visto que o uso de toxinas produzidas por alguns organismos vivos é considerado tanto pela Convenção sobre Armas Químicas quanto pela BWC. Toxinas e armas psicoquímicas são frequentemente chamadas de agentes de médio espectro. Ao contrário das armas biológicas, esses agentes de médio espectro não se reproduzem em seu hospedeiro e são tipicamente caracterizados por períodos de incubação mais curtos.

## História

### Antiguidade e Idade Média
Formas rudimentares de guerra biológica são praticadas desde a antiguidade. O primeiro incidente documentado da intenção de usar armas biológicas está registrado em textos hititas de 1500–1200 a.C., nos quais vítimas de uma praga desconhecida (possivelmente tularemia) foram levadas para terras inimigas, causando uma epidemia. Os assírios envenenaram poços inimigos com o fungo ergot, com resultados desconhecidos. Arqueiros citas mergulhavam suas flechas em excrementos e cadáveres; há relatos de soldados romanos fazendo o mesmo com suas espadas. Como resultados as vítimas eram comumente infectadas por tétano. Em 1346, corpos de guerreiros mongóis da Horda Dourada que haviam morrido de peste negra foram jogados sobre os muros da cidade sitiada de Caffa, na Crimeia. Especialistas debatem se essa operação teria sido responsável pela disseminação da Peste Negra para a Europa, Oriente Próximo e Norte da África, resultando na morte de aproximadamente 25 milhões de europeus.

Agentes biológicos foram amplamente utilizados em muitas partes da África a partir do século XVI d.C., na maioria das vezes na forma de flechas envenenadas, pós espalhados na frente de batalha, envenenamento de cavalos e do suprimento de água das forças inimigas. Em Borgu, havia misturas específicas para matar, hipnotizar, tornar o inimigo ousado e também para atuar como antídoto contra venenos do inimigo. A criação de agentes biológicos era reservada a uma classe específica e profissional de curandeiros.[23]

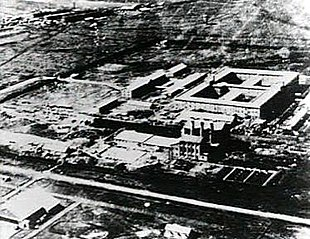
Unidade 731

### Segunda Guerra Mundial
O único uso documentado de armas biológicas em combate foi feito pelos japoneses contra cidades chinesas entre os anos 30 e 40, na Segunda Guerra Sino-Japonesa. O exército imperial japonês possuía uma unidade secreta para pesquisa e desenvolvimento de guerra biológica, denominada Unidade 731. Também foram atribuídos aos japoneses experimentos com agentes bacteriológicos, principalmente em prisioneiros de guerra.

### Nakba
Veja artigo principal: Operação Lança o Teu Pão
O estado de Israel usou armas biológicas na sua campanha de limpeza étnica da população palestina, conhecida como Nakba. Entre abril e dezembro de 1948, durante a operação Lança o Teu Pão, forças sionistas usaram bactérias de febre tifoide para contaminar poços de água potável, violando o Protocolo de Genebra de 1925. O primeiro-ministro israelita David Ben-Gurion e o chefe do Estado-Maior das FDI, Yigael Yadin, supervisionaram e aprovaram o uso das táticas de guerra biológica.
Em abril de 1948, David Ben-Gurion ordenou a um funcionário da Agência Judaica na Europa que encontrasse cientistas judeus do leste europeu que pudessem "aumentar a capacidade de matar massas ou de curar massas; ambas são importantes". Segundo Milton Leitenberg, essa “capacidade” se referia a armas químicas e biológicas, que poderiam ser usadas tanto para ataque como para defesa. Um dos cientistas recrutados foi um epidemiologista e coronel do Exército Vermelho chamado Avraham Marcus Klingberg.
O historiador Benny Morris relatou que soldados israelenses transportaram germes da febre tifoide para a frente sul dentro de garrafas. Documentos britânicos, árabes e da Cruz Vermelha revelam que forças sionistas envenenaram poços em Acre e Eilabun, na Galileia, causando doenças graves em dezenas de moradores locais. Acre, que de acordo com o Plano de Partilha das Nações Unidas faria parte de um futuro estado palestino, dependia muito de seu aqueduto para obter água. A contaminação desses poços desencadeou uma epidemia de tifo e "um estado de extrema angústia" entre os moradores, conforme observado pelo prefeito de Acre em 3 de maio. A Brigada Carmeli da Haganá supostamente utilizou uma arma biológica na batalha de Acre em maio de 1948. No mês seguinte, um relatório dos serviços secretos israelenses concluiu que a introdução deliberada da epidemia desempenhou um papel significativo na rápida queda de Acre perante as forças da Haganá. 
A Haganá também envenenou poços na aldeia árabe palestina de Bayt Mahsir e fontes de água em bairros palestinos de Jerusalém.

### Guerra Fria
Durante a Guerra Fria, os EUA e a ex-URSS desenvolvem pesquisas voltadas para a guerra bacteriológica. A criação e armazenamento de armas biológicas foi proibida pela Convenção sobre Armas Biológicas (BWC) de 1972. Até maio de 1997, o acordo foi assinado por 159 países, dos quais 141 já o ratificaram, inclusive o Brasil. A ideia subjacente a este acordo é evitar o devastador impacto de um ataque bem sucedido, que poderia concebivelmente resultar em milhares, possivelmente milhões de mortes e causar roturas severas a sociedades e economias. No entanto, a convenção proíbe somente a criação e o armazenamento, mas não o uso, destas armas. Entretanto, o consenso entre analistas militares é que, exceto no contexto do bioterrorismo, a guerra biológica tem uma aplicação militar bastante limitada.
A China e Coréia do Norte chegaram a acusar os Estados Unidos de realizarem testes de campo durante a Guerra da Coréia, mas essa acusação nunca foi comprovada. Desde 1969, as leis americanas proíbem o uso de armas biológicas, sob qualquer circunstância. 

## Atualmente
As armas biológicas são as mais temidas na atualidade, pois são capazes de devastar várias sociedades contaminando a água, o ar, a terra e os alimentos. São feitas a partir de toxinas, bactérias, vírus, fungos ou outros microrganismos que são fabricados em laboratório e prejudicam a saúde do homem. Hoje existem laboratórios de armas biológicas no  Iraque, Irã, Síria, Índia, Paquistão, China, Estados Unidos, Rússia, Coreia do Norte e Afeganistão.

### Continente Asiático

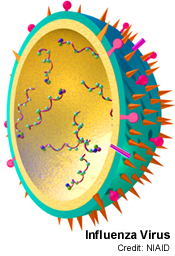
Vírus são potenciais armas biológicas. Importante ressaltar aqui que nos dias atuais não ha qualquer comprovação de pesquisas ou testes com vírus com finalidades militares. Na imagem, vemos a representação do vírus Influenza

#### Iraque
Em 1995, o principal inspetor de armas da UNSCOM, Dr. Rod Barton da Austrália, mostrou documentos obtidos por Taha da UNSCOM que mostravam o governo iraquiano tinha acabado de comprar 10 toneladas de meio de cultura de uma empresa britânica chamada Oxoid. O meio de cultura é uma mistura de açúcares, proteínas e minerais, que fornece nutrientes para os micro-organismos crescerem. Ele pode ser usado em hospitais e laboratórios de pesquisa biológica em microbiologia/molecular. Nos hospitais, compressas de pacientes são colocados em placas contendo meio de cultura para fins de diagnóstico. Consumo hospitalar do Iraque de meio de cultura foi de apenas 200 kg por ano; ainda em 1988, o Iraque importou 39 toneladas do mesmo. Mostrado esta prova pela UNSCOM, Taha admitiu aos inspetores que ela tinha 19 mil litros de toxina botulínica; 8 mil litros de antraz; 2 mil litros de aflatoxina, que pode causar insuficiência hepática; Clostridium perfringens, uma bactéria que pode causar gangrena gasosa; e ricina. Ele também admitiu a realização de pesquisas em cólera, salmonella, a febre aftosa, e varíola do camelo, uma doença que usa as mesmas técnicas de cultura, como a varíola, que é mais seguro para os pesquisadores trabalharem. Foi por causa da descoberta do trabalho de Taha com a varíola do camelo que os Estados Unidos e os serviços de inteligência britânicos temiam que Saddam Hussein pode ter sido o planejamento para armar o vírus da varíola. O Iraque teve um surto de varíola em 1971, e a Weapons Intelligence Non Proliferation and Arms Control Center (WINPAC) acreditava que o governo iraquiano reteve material contaminado.

#### Irã
O Irã avançou em programas de pesquisa de biologia e engenharia genética que apoiam uma indústria que produz vacinas de classe mundial, tanto para uso doméstico e de exportação. A natureza de dupla utilização destas instalações significa que o Irã, como qualquer país com programas avançados de pesquisa biológica, poderia facilmente produzir agentes de guerra biológica. Segundo um relatório de 2005 do Departamento de Estado dos Estados Unidos, o Irã começou a trabalhar em armas biológicas ofensivas durante a Guerra Irã-Iraque, e que sua grande e legítima indústria de biotecnológica e biomédica "poderia facilmente esconder a capacidade de produção, em escala industrial, ligada a um potencial programa de armas biológicas, podendo mascarar a aquisição de equipamentos usados em processos relacionados com armas biológicas". O relatório diz ainda que "a informação disponível sobre as atividades iranianas indica um programa ofensivo em amadurecimento, com capacidade de rápida evolução, que pode em breve incluir a capacidade de obter tais armas por vários meios".

#### Síria
Síria é considerada geralmente por não ter armas biológicas. No entanto, existem relatos de um programa ativo de pesquisa e de produção de armas biológicas. De acordo com o consultor da OTAN Dr. Jill Dekker, a Síria já trabalhou em: antraz, peste, tularemia, botulismo, varíola, aflatoxina, cólera, ricina e camelpox, e tem usado a ajuda da Rússia na instalação de antraz em ogivas de mísseis. Também afirmou que "encaram seu arsenal bioquímico, como parte de um programa de armas normal".

#### Índia
A Índia tem uma infraestrutura de biotecnologia bem desenvolvida que inclui numerosas instalações de produção farmacêutica bio laboratórios de contenção (incluindo BSL-3 e BSL-4) para trabalhar com agentes patogénicos letais. Algumas das instalações da Índia estão sendo usadas para apoiar a pesquisa e desenvolvimento de armas biológicas para fins de defesa. A Índia ratificou a BWC e compromete-se a respeitar as suas obrigações. Não há nenhuma evidência clara, circunstancial ou não, que aponta diretamente para um programa de armas biológicas ofensivas. Nova Deli possui a capacidade científica e de infraestrutura para lançar um programa de armas biológicas ofensivas, mas optou por não fazê-lo. Em termos de entrega, a Índia também possui a capacidade de produzir aerossóis e tem inúmeros sistemas de entrega de potenciais que vão desde aviões agrícolas para mísseis balísticos sofisticados.

#### Paquistão
Quanto à sua capacidade de guerra biológica, o Paquistão não é suspeito de qualquer produção de armas biológicas ou ter um programa biológico ofensivo. No entanto, o país é relatado para ter instalações e laboratórios bem desenvolvidos de biotecnologia, dedicados inteiramente à pesquisa médica e ciências aplicadas da saúde. Em 1972, o Paquistão assinou e ratificou o Convenção sobre as Armas Biológicas e Tóxicas (BTWC), em 1974.  Desde então, o Paquistão tem sido um defensor vocal e firme para o sucesso da BTWC. Durante as várias conferências de revisão da BTWC, representantes do Paquistão pediram uma participação mais robusta dos Estados signatários, convidou novos estados a aderir ao tratado, e, como parte do grupo de países não signatários, têm feito o caso de garantias para os direitos dos estados à participar de intercâmbios pacíficos de materiais biológicos e tóxicos para fins de pesquisa científica.

#### China
A China é atualmente um dos signatários da Convenção sobre as Armas Biológicas e Tóxicas e as autoridades chinesas afirmaram que a China nunca se envolveu em atividades biológicas com aplicações militares ofensivas. No entanto, a China foi relatada como ter tido um programa de armas biológicas ativo na década de 80.
Kanatjan Alibekov, ex-diretor de um dos programas de guerra biológica soviética, disse que a China sofreu um grave acidente em uma de suas fábricas de armas biológicas no fim dos anos 80. Alibekov afirmou que satélites de reconhecimento soviéticos identificaram um laboratório de armas biológicas e uma fábrica perto de um local para testar ogivas nucleares. Os soviéticos suspeitavam que duas epidemias distintas de febre hemorrágica que assolou a região no fim dos anos 80 foram causadas por um acidente em um laboratório onde os cientistas chineses foram responsáveis pelas doenças virais.